# Гіпподамія (дружина Пейрітоя)
Гіпподамія — персонаж давньогрецької міфології. Дружина Пейрітоя, через яку спалахнув бій між лапітами та кентаврами. Мати Поліпоета. 